# Миљко Танасијевић
Миљко Танасијевић (Заблаће, 1888—Чачак, 1969) био је потпуковник Војске Краљевине Србије, учесник Балканских ратова и Првог светског рата и носилац Карађорђеве звезде са мачевима.
Учесник у свим ратовима од 1912. до 1919. године са оцем Велисавом и браћом Танасијем, Милосавом и Радованом. У Први светски рат ступио као потпоручник напредујући и изводећи ратне операције у чиновима поручника, капетана и мајора, а чин потпуковника добио је 1924. године. Рањен је 27. октобра 1914. године током битке на Гучеву у ногу, а 24. октобра 1918. године рањен је код Параћина на седам места у обе ноге, груди и трбух. Један од ослободилаца Панчева, јужног Баната и Темишвара.
Између два светска рата био је на дужности школског надзорника за Срез драгачевски. Умро у Чачку 1969. године и сахрањен у родном месту. 
У порти цркве Светог Архангела Гаврила у Заблаћу подигнута је спомен чесма-источник, октобра 2018. године, у спомен и сећање Миљку Танасијевићу и свим палим војсковођама и војницима у Првом светском рату.

## Одликовања
- Орден Белог орла са мачевима, два пута
- Карађорђева звезда са мачевима,
- Албанска споменица
- Француски ратни крст са палмом,
- Златна медаља за храброст,
- Сребрна медаља за храброст,
- Орден Св. Саве, два пута,
- Орден Југословенске Круне,